# Thérapie brève centrée sur la solution
La thérapie brève centrée sur la solution (TBCS) est une forme de thérapie créée en 1982 au Brief Family Therapy Center de Milwaukee par Steve de Shazer.

## Description
Dans cette forme de thérapie, il ne s'agit pas ici de résoudre un problème mais de créer une solution ou de considérer la solution comme déjà là et parvenir à construire celle-ci.
La TBCS fait partie d'un courant historique des thérapies stratégiques. Elle est particulièrement utilisée en thérapie familiale autant qu'individuelle.

## Prémisses
Il en existe trois :
- Si ce n'est pas cassé, ne réparez pas.
- Une fois que vous savez ce qui marche, refaites-le.
- Si ça ne marche pas, ne recommencez pas : faites autre chose.

## Outils
La TBCS a élaboré 4 outils :
- Le miracle: Le thérapeute pose la question suivante: "Pendant la nuit un miracle s'est produit et votre problème a été résolu, à votre réveil comment le voyez-vous?". La personne décrit donc ce qu'elle voit, vit, entend... alors et le thérapeute l'aide à élaborer la démarche pour parvenir à cette solution.

- L'échelle: "sur une gradation de 0 à 10 (ex. : 0 = le pire et 10 = le meilleur) où vous situez-vous?" Le thérapeute peut ensuite poser deux questions: "Pourquoi c'est à n? (ex. 2)" et "quel est votre objectif et comment l'atteindre?"

- Les exceptions: le problème a déjà été résolu au moins une fois: "refaire la même chose".

- Faire quelque chose de différent: Un petit changement suffit.

Les interventions du thérapeute se font sous la forme de connotations positives inconditionnelles.